# Đèo Khau Khoang
Đèo Khau Khoang là đèo trên quốc lộ 4 cũ, nay là đường liên huyện, ở vùng đất xã Thái Cường huyện Thạch An tỉnh Cao Bằng, Việt Nam .
Tên đèo được đặt theo tên núi Khau Khoang ở vùng đất đông bắc xã Thái Cường. Vì đèo không còn nằm trên quốc lộ nên những người đi du lịch theo quốc lộ không còn cơ hội gặp đèo Khau Khoang.

## Vị trí
Đoạn quốc lộ 4A ở vùng này nối thành phố Cao Bằng với thị trấn Đông Khê huyện Thạch An. 
Đoạn từ bản Tát Trà qua xã Vân Trình được mở mới. Đèo Khau Khoang trên quốc lộ 4 cũ, nay là đường liên huyện, cách ngã ba Tát Trà cỡ 3,2 km .